# Ors
 Ors  es una población y comuna francesa, en la región de Alta Francia, departamento de Norte, en el distrito de Cambrai y cantón de Le Cateau-Cambrésis.

## Demografía
| 743 | 744 | 683 | 630 | 697 | 712 |
| Para los censos de 1962 a 1999 la población legal corresponde a la población sin duplicidades (Fuente: INSEE [Consultar]) |     |     |     |     |     |